# Radzanów ở Mława
Radzanów [raˈd͡zanuf] là một ngôi làng ở Mława, Masovian Voivodeship, ở phía đông trung tâm Ba Lan, nằm cách khoảng 28 kilômét (17 mi) về phía tây nam Mława và 101 km (63 mi) về phía tây bắc Warsaw. Đó là khu hành chính của Gmina Radzanów.
Ngôi làng nằm trên sông Wkra. Nó có dân số 930, với dân số của gmina xung quanh là hơn 4.000 người.

## Lịch sử
Vào thế kỷ 13, Radzanów là nơi cư trú của gia đình Radzanowski cho đến năm 1630. Họ mang phù hiệu áo giáp Prawdzic. Khu định cư đã nhận được các đặc quyền của thị trấn dựa trên quyền Chełmno năm 1400 từ Hoàng tử Mazovian Siemowit IV. Nó tổ chức một phiên chợ hàng tuần và một hội chợ hàng năm một cách hợp pháp. Một lâu đài được xây dựng trên bờ sông Wkra suốt thời kỳ đó đã bị phá hủy hoàn toàn trong cuộc xâm lược của Thụy Điển vào thế kỷ 17. Ngôi làng hiện tại đã bị tước quyền thị trấn vào năm 1869 bởi chính quyền Sa hoàng của phân vùng Ba Lan.
Khoảng năm 1380, một giáo xứ đã được thành lập tại Radzanów, với nhà thờ đầu tiên được xây dựng, được đề cập vào năm 1439. Nhà thờ đã bị phá hủy vào khoảng năm 1590, được xây dựng lại vào khoảng năm 1598 và tồn tại đến đầu thế kỷ 18. Một nhà thờ thứ hai được xây dựng vào năm 1734. Tuy nhiên, mãi đến năm 1870, nhà thờ bằng gạch đầu tiên mới được xây dựng ở Radzanów.

### Cộng đồng người Do Thái

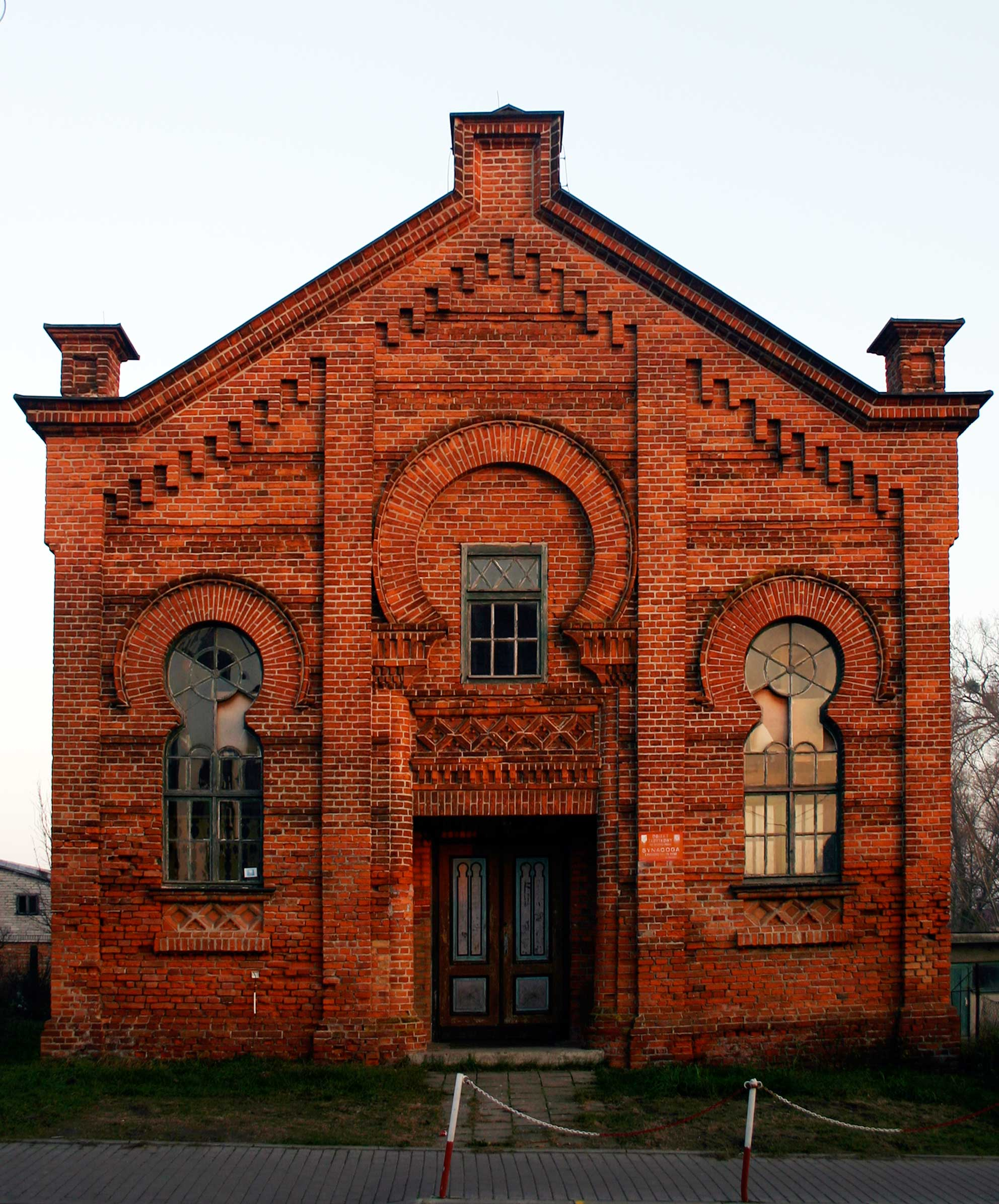
Giáo đường Do Thái Radzanów, được xây dựng vào thế kỷ 19

Người Do Thái bắt đầu định cư ở Radzanów (tiếng Yid: ראדזאנוב) với số lượng đáng kể vào khoảng nửa sau của thế kỷ 18 . Đây là kết quả của một đặc quyền được đưa ra bởi chủ sở hữu của thị trấn Dorota Niszczycka, Chamberlain của Płock từ gia tộc Karczewski. Bà phân bổ cho Kehilla Do Thái hai con đường và một mảnh đất để thành lập một nghĩa trang của người Do Thái và một giáo đường, cũng như quyền buôn bán tất cả hàng hóa và sản xuất rượu. Nghĩa trang, được thành lập vào năm 1765 gần sông Wkra (kích thước 7.500 m2), đã bị những người chiếm đóng Đức trong Thế chiến II san bằng và tất cả các ngôi mộ đã bị gỡ bỏ. Giáo đường là nơi tọa lạc của nhà thư viện công cộng của thị trấn.
Năm 1857, có 571 người Do Thái trong tổng số 1.040 người. Đến năm 1865, người Do Thái chiếm 45 phần trăm cư dân của thị trấn. Vào nửa sau của thế kỷ 19, Kehilla đã xây dựng một giáo đường bằng gạch được thiết kế bởi S. Kmita với các họa tiết theo phong cách Moorish, thay cho bản gốc bằng gỗ. Cộng đồng Do Thái (dân số 535 vào năm 1900)  đã bị hủy diệt hoàn toàn trong cuộc thảm sát Holocaust, với khoảng 200 thành viên bị trục xuất vào tháng 1 năm 1942 đến khu tập trung Do Thái ở Mława, và từ đó đến các trại hành quyết Treblinka và Auschwitz vào tháng 11 năm 1942. Ngày nay không có người Do Thái nào ở Radzanów. Giáo đường được đưa vào sổ đăng ký quốc gia về di tích lịch sử năm 1975 và được sửa chữa vào năm 1986.

## Kinh tế
Radzanów và quận của nó (với Bieżuń và Żuromin gần đó) là một trong những nơi sản xuất gia cầm và trứng lớn nhất ở Mazovia. Một nhà máy xử lý chất thải trong thị trấn gọi là "Bacutil" phục vụ phía bắc của tỉnh, trong khi cơ sở hạ tầng xã hội bao gồm một phòng khám y tế, bưu điện, trung tâm văn hóa và thư viện công cộng, cũng như một số cửa hàng và trạm dịch vụ. Các ống cấp nước cho tất cả các gmina. Tháp điện thoại di động Era GSM được xây dựng vào năm 2001.